# Municipio de Atescatempa
Municipio de Atescatempa är en kommun i Guatemala.   Den ligger i departementet Departamento de Jutiapa, i den södra delen av landet, 100 km sydost om huvudstaden Guatemala City.